# Constitution de la République romaine de 1849

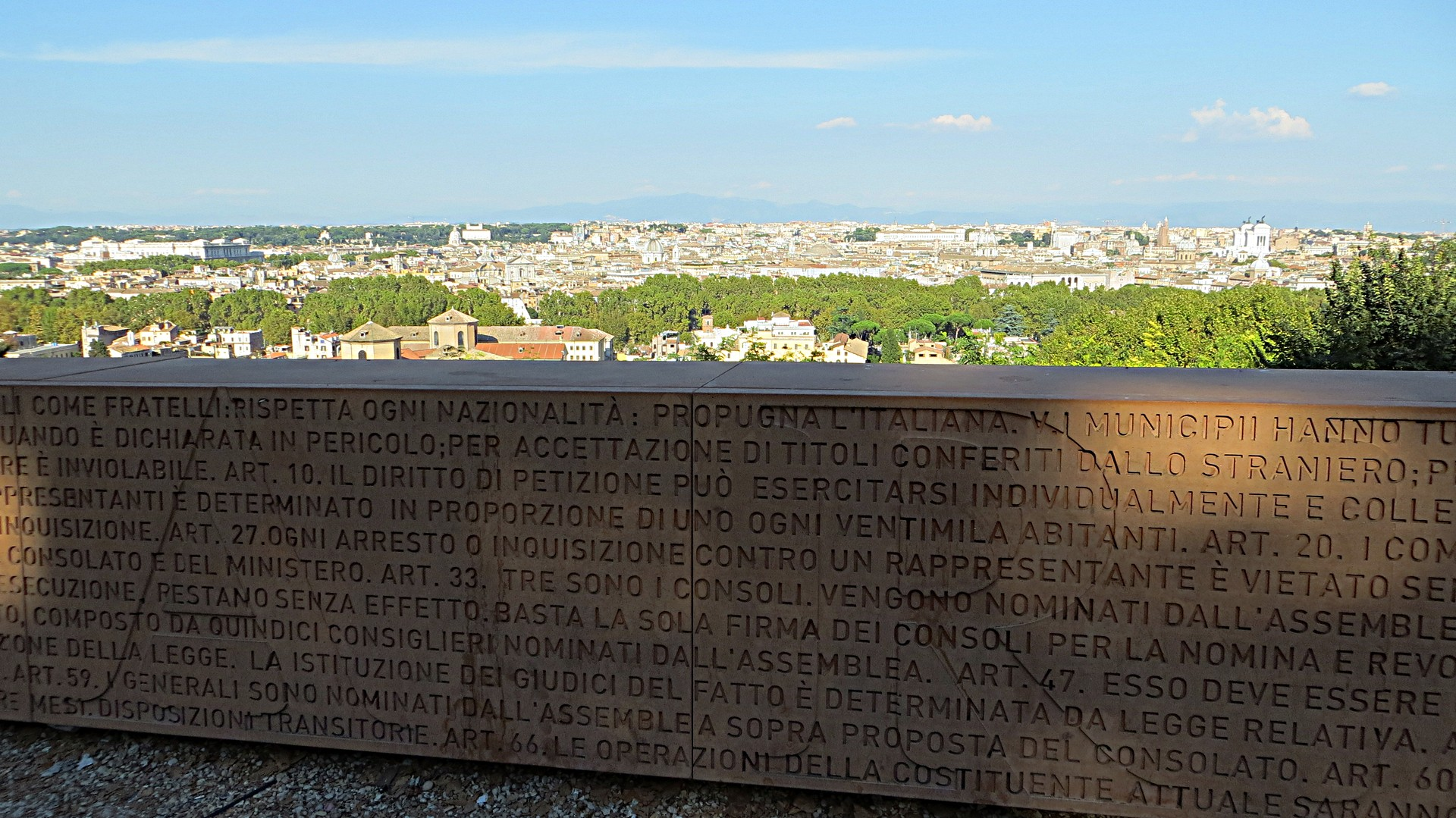
Le mur de la constitution romaine, sur le belvédère du Janicule.

La Constitution de la République romaine de 1849 fut adoptée le 3 juillet 1849, tandis que l'armée française assiégeait Rome pour ramener Pie IX sur le trône.  Le document original (portant les signatures manuscrites des députés de l'Assemblée constituante) a été conservé , après la chute de la République ,  par Giovanni Pennacchi , représentant à l'assemblée constituante de la province de Spolète. Il a été déposé, après sa mort en 1883,  à la  Bibliothèque Augusta de Pérouse , où il est actuellement conservé. 

## Présentation
L'élaboration de la charte constitutionnelle fut réalisée par une commission spéciale et le résultat fut soumis au débat à partir du 17 avril 1849 par le député Cesare Agostini . 
Il s'agit d'un des documents constitutionnels les plus démocratiques et laïques de son époque. En ce sens, une innovation particulièrement significative est la suppression des privilèges accordés à la religion catholique en tant que religion d’État, s'accompagnant de l'affirmation que les questions de foi religieuse ne doivent pas avoir d'incidence sur l'exercice des droits civiques et politiques. Le texte est constitué de huit paragraphes énonçant des principes fondamentaux et de soixante-neuf articles rangés sous huit titres, auxquels il faut ajouter quelques dispositions d'urgence contenues dans les articles 65 à 69. C'est donc un texte bref, fait de principes et de règles à portée générale, et formulé à l'aide d'une rédaction claire et de termes simples afin d’être accessible au plus grand nombre. L'essentiel de cette constitution aurait été valable au siècle suivant. Et de fait, la Constitution de la République Romaine de 1949 est très semblable celle de la République Italienne de 1948.

## Structure du texte
Les huit titres autour desquels la version finale du 3 juillet a été articulée sont les suivants: 
1. Des droits et devoirs des citoyens
2. De l'ordonnancement politique
3. De l'Assemblée
4. Du consulat et du Ministère
5. Du Conseil d'État
6. Du pouvoir judiciaire
7. De la force militaire
8. De la révision de la constitution

À l'initiative du Premier ministre Silvio Berlusconi , le « mur de la Constitution romaine » a été bâti.  Il s’agit d’un monolithe de fer et de béton gravé des quelque 10 000 lettres qui composent le texte de la Constitution de la République romaine de 1849. 
Cet artefact, qui fait office de parapet sur le Belvédère du Janicule , a une longueur d'environ 50 mètres et les gravures ont été réalisées, avec la technique de la double superposition, par des entreprises de Bergame.  Le monument a été inauguré le 17 mars 2011 par le président de la République, Giorgio Napolitano , dans le cadre des célébrations du 150e anniversaire de l'unification de l'Italie . 